# MSK Orlová
MSK Orlová (celým názvem: Městský sportovní klub Orlová) byl český klub ledního hokeje, který sídlí ve městě Orlová v Moravskoslezském kraji. Založen byl v roce 2016, působí v Moravskoslezské krajské lize, čtvrté české nejvyšší soutěži ledního hokeje. Klub slouží pouze v mládežnických kategoriích, které převzalo od tamního klubu HC Orli Orlová 1930. MSK Orlová v roce 2021 přihlásilo juniorský celek do 21 let do Moravskoslezské krajské ligy, čtvrté české nejvyšší soutěži ledního hokeje. Za juniorský výběr kvůli nedostatku hráčů nastoupili i hráči převyšující věk 21 let, například hlavní trenér a bývalí extraligový hráč Filip Štefanka nebo David Turoň, který má zkušenosti ze zámořských soutěží AHL nebo ECHL. V průběhu sezony 2021/22 nastoupil za klub bývalý extraligový hráč a reprezentant Zbyněk Irgl, nastoupil do útočné řady se svým synem Patrikem Irglem.  11. června 2022 proběhlo sloučení s orlovským klubem a vytvoření nového názvu na MHK Slovan Orlová. 

## Přehled ligové účasti
Stručný přehled
Zdroj: 
- 2021–2022 : Moravskoslezská krajská liga (4. ligová úroveň v České republice)

Jednotlivé ročníky
Zdroj: 
| Česko (2021–) |                              |           |           |                                       |          |
| Sezóny        | Soutěž                       | Úroveň    | ZČ        | Play-off, nadstavba, sk. o udržení... | Poznámky |
| 2021/22       | Moravskoslezská krajská liga | 4. úroveň | 12. místo |                                       |          |

Legenda: ZČ - základní část, červené podbarvení - sestup, zelené podbarvení - postup, fialové podbarvení - reorganizace, změna skupiny či soutěže